# Roy Geiger
Pour les articles homonymes, voir Geiger.
Roy Stanley Geiger, né le 25 janvier 1885 à Middleburg (Floride) et mort le 23 janvier 1947 à Bethesda (Maryland), est un général américain du corps des Marines des États-Unis qui pendant la Seconde Guerre mondiale devint le premier (et demeure le seul) Marine à avoir commandé une armée.
De 1918 à 1943, il est aviateur et employé sur divers théâtres d'opérations, où il obtient deux Navy Cross, la deuxième plus haute récompense américaine pour la valeur au combat (après la Medal of Honor).
De 1943 à 1945, on lui confie un corps amphibie dans le Pacifique, front où il obtient 4 médailles pour service distingué (trois de la Marine et une de l'Armée de terre), la plus haute récompense pour des états de service méritoires.

## Jeunesse et début de carrière
Geiger est né à Middleburg en Floride. Il étudie au Florida State College, et obtient un diplôme de droit à l'université de Stetson (Floride).
Il s'enrôle dans le corps des Marines le 2 novembre 1907 à Saint-Paul (Minnesota) et est envoyé à la base navale de Norfolk pour sa formation initiale. Il est promu caporal le 2 juin 1908. Après une série d'examens, il passe sous-lieutenant le 5 février 1909 et reçoit une formation l'école des officiers Marines à Port Royal (Caroline du Sud).
Il sert d'abord comme membre des détachements de Marines à bord du Wisconsin et du Delaware (BB-28). En août 1912, il est envoyé au Nicaragua, où il participe au bombardement et à la capture des collines Coyotepe (comme Alexander Vandegrift qu'il retrouvera à Guadalcanal) et Barranca. De 1913 à 1916, il part aux Philippines au sein de la 1re brigade, puis à Pékin (Chine) avec le détachement des Marines protégeant la légation américaine.

## Aviateur
En mars 1916, Geiger rejoint la base aéronavale de Pensacola (Floride) comme élève aviateur et en sort comme pilote de l'aéronavale en juin 1917. Il fait ensuite partie du détachement américain qui participe à la Première Guerre mondiale.
En juillet 1918, il arrive en France et sert au sein des bombardiers du 5e groupe de la Royal Air Force britannique à Dunkerque. Il commande un escadron de la 1re force aérienne des Marines (First Marine Aviation Force) et est attaché à la brigade aérienne Day (Day Wing) au sein du groupe de bombardement du nord. Il reçoit la croix de la Navy pour ces opérations.
Il est de retour aux États-Unis en janvier 1919. De décembre 1919 à janvier 1921, il repart pour commander un escadron de la 1re force, attachée à la 1re brigade provisoire des Marines à Haïti. À son second retour aux États-Unis, après avoir servi dans diverses bases (dont Quantico), il étudie à l'école de commandement et d'état-major au Fort Leavenworth (Kansas) dont il est diplômé en juin 1925. Il retourne en Haïti comme commandant du 2e escadron de reconnaissance, toujours en lien avec la 1re brigade provisoire. En août 1927, il retourne à Quantico comme chef d'escadron et instructeur à l'école du corps des Marines, et en mai 1928, est affecté à la section Aviation, division Opérations et Formation, au quartier général du corps des Marines. Après son passage à l'école de guerre de l'armée américaine (dont il sort diplômé en juin 1929), il revient à Quantico comme commandant des escadrons aériens de la force expéditionnaire de la côte Est. Il repart ensuite à Washington en tant qu'officier responsable de l'aviation des Marines, auprès de la section aéronautique, au sein du département de la Marine des États-Unis. En juin 1935 il repart pour Quantico comme commandant de l'unité Aircraft One, de la Fleet Marine Force. De juin 1939 à mars 1941, il étudie au Naval War College. Il sert ensuite brièvement au bureau de l'attaché naval à Londres.
En août 1941, il devient général commandant de la nouvellement créée 1re brigade aérienne des Marines de la Fleet Marine Force, et est encore à ce poste quand les États-Unis entrent dans la Seconde Guerre mondiale en décembre 1941. Le 3 septembre 1942, il arrive à Guadalcanal pour diriger la force aérienne Cactus, constituée de détachements aériens des armées de terre, de la Navy et des Marines (dont une partie de la première brigade aérienne des Marines, qu'il continue à commander) pendant la première partie de la campagne de Guadalcanal, et ce jusqu'au 4 novembre 1942. Il reçoit une deuxième croix de la Navy (notée sous forme d'une étoile d'or sur la première croix) pour son action ; il est alors général de division. En mai 1943, il devient directeur de l'aviation au quartier général des Marines.

## Commandant de corps amphibie
En novembre 1943, il retourne sur le champ de bataille, cette fois en tant que général commandant le 1er corps amphibie et le dirige du 9 novembre au 15 décembre 1943, à la bataille de Bougainville, pour laquelle il reçoit sa première médaille pour service distingué (Navy).
Son unité est renommée 3e corps amphibie le 15 avril 1944, et il la commande du 21 juillet au 10 août 1944 lors de la reprise de Guam (dont il est symboliquement gouverneur militaire pendant la même période), puis lors de l'assaut et la capture de la partie sud des îles Palaos du 15 septembre au 25 novembre de la même année. Pour ces opérations, il ajoute deux étoiles d'or sur sa médaille pour service distingué (symbolisant ses deuxième et troisième nominations).
Geiger dirige pour la quatrième fois le corps, rattaché à la 10e armée, durant l'invasion et la capture de l'île d'Okinawa. Le 18 juin 1945, Geiger assume le commandement à titre transitoire de ladite armée, après la mort au combat du lieutenant général Simon Bolivar Buckner, Jr., et avant son remplacement par le général Joseph Stilwell le 23 juin. Geiger reste le seul officier des Marines à avoir occupé le commandement d'une armée complète. Il reçoit la médaille pour service distingué de l'Armée de terre pour ce poste.
En juillet 1945, il prend les fonctions de général commandant la force amphibie des Marines pour le Pacifique (Fleet Marine Force, Pacific) en vue de l'invasion du Japon (qui n'aura finalement pas lieu), poste qu'il occupe jusqu'en novembre 1946, date à laquelle il est rappelé au quartier général des Marines.

## Après sa mort
Geiger a été promu général d'armée à titre posthume par le 80e Congrès, avec effet au 23 janvier 1947. Il est enterré au cimetière national d'Arlington.
Une base porte son nom en Caroline du Nord.

## Carrière et décorations
| Insigne                 | Grade                                   | Date                                   |
| ----------------------- | --------------------------------------- | -------------------------------------- |
| Pas d'insigne           | Private                                 | 2 novembre 1907                        |
| (insigne actuel)        | Corporal                                | 2 juin 1908                            |
| (pas d'insigne en 1909) | Second Lieutenant                       | 5 février 1909                         |
|                         | First Lieutenant                        | 16 juin 1915                           |
|                         | Captain                                 | 29 aout 1916                           |
|                         | Major (temporaire pour temps de guerre) | 1918-1919                              |
|                         | Captain (reconversion temps de paix)    | 1919-1920                              |
|                         | Major (à titre permanent)               | 1920                                   |
|                         | Lieutenant Colonel                      | 31 octobre 1934                        |
|                         | Colonel                                 | mars 1937                              |
|                         | Brigadier General                       | 1er octobre 1941                       |
|                         | Major General                           | 8 septembre 1942                       |
|                         | Lieutenant General                      | 19 juin 1945                           |
|                         | General                                 | 23 janvier 1947 (posthume, rétroactif) |

Selon photos de fin de carrière et historique des Marines :
| | | | |                                                                           |                                                                           |                                                                           |                                                                           | | | | |
| Gold star | Gold star | Gold star | Gold star | Gold star · Gold star · Navy blue ribbon with central gold stripe         | Gold star · Gold star · Navy blue ribbon with central gold stripe         | Gold star · Gold star · Navy blue ribbon with central gold stripe         | Gold star · Gold star · Navy blue ribbon with central gold stripe         | Width-44 white ribbon with width-10 scarlet stripes at edges, separated from the white by width-2 ultramarine blue stripes.                                          | Width-44 white ribbon with width-10 scarlet stripes at edges, separated from the white by width-2 ultramarine blue stripes.                                          | Width-44 white ribbon with width-10 scarlet stripes at edges, separated from the white by width-2 ultramarine blue stripes.                                          | Width-44 white ribbon with width-10 scarlet stripes at edges, separated from the white by width-2 ultramarine blue stripes.                                          |
| Bronze star | Bronze star | Bronze star | Bronze star | Bronze star · Bronze star · Red ribbon with two broad dark yellow stripes | Bronze star · Bronze star · Red ribbon with two broad dark yellow stripes | Bronze star · Bronze star · Red ribbon with two broad dark yellow stripes | Bronze star · Bronze star · Red ribbon with two broad dark yellow stripes | Width-44 red ribbon with width-10 blue stripes 2 units away from the edges                                                                                           | Width-44 red ribbon with width-10 blue stripes 2 units away from the edges                                                                                           | Width-44 red ribbon with width-10 blue stripes 2 units away from the edges                                                                                           | Width-44 red ribbon with width-10 blue stripes 2 units away from the edges                                                                                           |
| Bronze star · Bronze star · Rainbow ribbon with violet at the outer edges and going down the spectrum to red in the center | Bronze star · Bronze star · Rainbow ribbon with violet at the outer edges and going down the spectrum to red in the center | Bronze star · Bronze star · Rainbow ribbon with violet at the outer edges and going down the spectrum to red in the center | Bronze star · Bronze star · Rainbow ribbon with violet at the outer edges and going down the spectrum to red in the center | Dark blue ribbon with two red stripes close to the center                 | Dark blue ribbon with two red stripes close to the center                 | Dark blue ribbon with two red stripes close to the center                 | Dark blue ribbon with two red stripes close to the center                 | | | | |
| Bronze star | Bronze star | Bronze star | Bronze star |                                                                           |                                                                           |                                                                           |                                                                           | Silver star · Width-44 yellow ribbon with central width-4 Old Glory blue-white-scarlet stripe. At distance 6 from the edges are width-6 white-scarlet-white stripes. | Silver star · Width-44 yellow ribbon with central width-4 Old Glory blue-white-scarlet stripe. At distance 6 from the edges are width-6 white-scarlet-white stripes. | Silver star · Width-44 yellow ribbon with central width-4 Old Glory blue-white-scarlet stripe. At distance 6 from the edges are width-6 white-scarlet-white stripes. | Silver star · Width-44 yellow ribbon with central width-4 Old Glory blue-white-scarlet stripe. At distance 6 from the edges are width-6 white-scarlet-white stripes. |
| | | | |                                                                           |                                                                           |                                                                           |                                                                           | ? | | | |

| Badge d'aviateur de la Marine                                |                                                              |                                                              |                                                              |                                      |                                      |                                            |                                            |                                              |                                              |                                              |                                              |
| Navy Cross (2)                                               | Navy Cross (2)                                               | Navy Cross (2)                                               | Navy Cross (2)                                               | Navy Distinguished Service Medal (3) | Navy Distinguished Service Medal (3) | Navy Distinguished Service Medal (3)       | Navy Distinguished Service Medal (3)       | Army Distinguished Service Medal             | Army Distinguished Service Medal             | Army Distinguished Service Medal             | Army Distinguished Service Medal             |
| Presidential Unit Citation (2)                               | Presidential Unit Citation (2)                               | Presidential Unit Citation (2)                               | Presidential Unit Citation (2)                               | Marine Corps Expeditionary Medal (3) | Marine Corps Expeditionary Medal (3) | Marine Corps Expeditionary Medal (3)       | Marine Corps Expeditionary Medal (3)       | Nicaraguan Campaign Medal (1912)             | Nicaraguan Campaign Medal (1912)             | Nicaraguan Campaign Medal (1912)             | Nicaraguan Campaign Medal (1912)             |
| World War I Victory Medal (États-Unis) avec agrafe Ypres-Lys | World War I Victory Medal (États-Unis) avec agrafe Ypres-Lys | World War I Victory Medal (États-Unis) avec agrafe Ypres-Lys | World War I Victory Medal (États-Unis) avec agrafe Ypres-Lys | Haitian Campaign Medal (1921)        | Haitian Campaign Medal (1921)        | Haitian Campaign Medal (1921)              | Haitian Campaign Medal (1921)              | Nicaraguan Campaign Medal (1933)             | Nicaraguan Campaign Medal (1933)             | Nicaraguan Campaign Medal (1933)             | Nicaraguan Campaign Medal (1933)             |
| American Defense Service Medal avec agrafe Base (outremer)   | American Defense Service Medal avec agrafe Base (outremer)   | American Defense Service Medal avec agrafe Base (outremer)   | American Defense Service Medal avec agrafe Base (outremer)   | American Campaign Medal              | American Campaign Medal              | American Campaign Medal                    | American Campaign Medal                    | Asiatic-Pacific Campaign Medal (5 campagnes) | Asiatic-Pacific Campaign Medal (5 campagnes) | Asiatic-Pacific Campaign Medal (5 campagnes) | Asiatic-Pacific Campaign Medal (5 campagnes) |
| World War II Victory Medal                                   | World War II Victory Medal                                   | World War II Victory Medal                                   | World War II Victory Medal                                   | Distinguished Flying Cross           | Distinguished Flying Cross           | Distinguished Flying Cross                 | Distinguished Flying Cross                 | ? (3)                                        | ? (3)                                        | ? (3)                                        | ? (3)                                        |
| Non représentées :                                           |                                                              |                                                              |                                                              |                                      |                                      |                                            |                                            |                                              |                                              |                                              |                                              |
| Dominican Medal of Military Merit                            | Dominican Medal of Military Merit                            | Dominican Medal of Military Merit                            | Dominican Medal of Military Merit                            | Dominican Medal of Military Merit    | Dominican Medal of Military Merit    | Nicaraguan Medal of Distinction et diplôme | Nicaraguan Medal of Distinction et diplôme | Nicaraguan Medal of Distinction et diplôme   | Nicaraguan Medal of Distinction et diplôme   | Nicaraguan Medal of Distinction et diplôme   | Nicaraguan Medal of Distinction et diplôme   |